# Herta Oberheuser
Herta Oberheuser (Colonia, 15 maggio 1911 – Linz am Rhein, 24 gennaio 1978) è stata un medico tedesco impiegata nel campo di concentramento di Ravensbrück. Accusata di esperimenti su esseri umani, fu processata e condannata al Tribunale di Norimberga per crimini contro l'umanità. Fu anche l'unica donna imputata al "processo ai dottori di Norimberga".

## Biografia

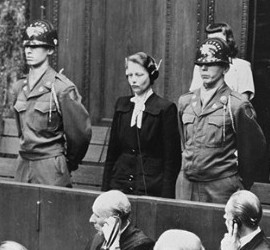
La dottoressa Hertha Oberheuser viene processata a Norimberga

Trascorse l'infanzia a Düsseldorf, dove intraprese gli studi medici nel 1931. Proseguì gli studi a Bonn e si specializzò a Düsseldorf. Di famiglia modesta, dovette aiutarsi economicamente negli studi. Nel 1937 prese il dottorato in medicina e trovò il suo primo lavoro come assistente in medicina generica sempre a Düsseldorf, conseguendo la specializzazione in dermatologia nel 1940. Già nel 1935 aveva aderito alla federazione nazional-socialista della Bund Deutscher Mädel (BDM) e nel 1937 si iscrisse al NSDAP, nel NSSV e al Nationalsozialistische Deutscher Ärztebund (NSDÄB).
Nel 1940 rispose ad un annuncio su una rivista specializzata di medicina per un lavoro di assistenza nel campo di concentramento di Ravensbruck. Dopo una formazione di tre mesi, iniziò il lavoro come medico al campo dagli inizi del 1941 fino al 1943, sotto la guida di Walter Sonntag e Gerhard Schiedlausky. In qualità di assistente chirurgica del Dott. Karl Gebhardt lavorò nella clinica ortopedica di Hohenlychen, trasformata, durante la Seconda guerra mondiale, in un ospedale per i soldati delle Waffen-SS. Partecipò agli esperimenti medici condotti su 86 donne (74 delle quali prigioniere politiche polacche nel campo di Ravensbrück), iniettando sulfamidici e benzina e conducendo esperimenti sulla rigenerazione di ossa, nervi e muscoli.
Uccise bambini con iniezioni di barbiturici, rimuovendo parti delle loro membra e organi vitali. Il lasso di tempo che intercorreva tra l'iniezione e la morte era approssimativamente dai 3 ai 5 minuti, con la persona perfettamente cosciente. Ella eseguiva tra i più raccapriccianti e penosi esperimenti medici, provocando deliberatamente ferite ai soggetti. Per simulare quelle riportate dai soldati tedeschi in guerra, Herta Oberheuser infliggeva volutamente ferite nelle quali infilava corpi estranei come legno, chiodi arrugginiti, schegge di vetro, fango o segatura.
Herta Oberheuser fu l'unica donna imputata al "processo dei dottori di Norimberga" e fu condannata il 20 agosto 1947 a 20 anni di carcere, sentenza commutata a 10 anni nel gennaio 1951. Fu rilasciata nell'aprile del 1952 per buona condotta ed esercitò come pediatra in Germania, a Stocksee. Nel 1956 fu riconosciuta da alcuni sopravvissuti di Ravensbrück e nel 1958 le fu revocata la laurea in medicina; la Oberheuser presentò numerosi ricorsi ed ottenne il ripristino del proprio titolo di studio il 28 aprile 1961, anche se non riuscì più ad esercitare. Nel 1965 lasciò Stocksee e si trasferì nel distretto governativo di Bad Honnef. Morì infine in una casa per anziani a Linz am Rhein.